# Walter Cimbal
Walter Julius Otto Cimbal (* 9. April 1877 in Neisse; † 17. Januar 1964 in Hamburg) war ein deutscher Psychiater und Neurologe.

## Leben
Cimbal absolvierte nach dem Abschluss seiner Schulzeit ein Medizinstudium. Die Approbation erhielt er 1900 und 1902 wurde er an der Universität Breslau zum Dr. med. promoviert. Von 1904 bis 1933 war er zunächst Oberarzt und dann Chefarzt der psychiatrischen Abteilung des Städtischen Krankenhauses Altona. Er engagierte sich als Kinder- und Jugendpsychiater. Cimbal, Autor von Fachbüchern, hatte von 1926 bis 1931 Auftritte im Rundfunk zur Zeit der Weimarer Republik.
Der NSDAP war er nach der „Machtergreifung“ der Nationalsozialisten zum 1. Mai 1933 beigetreten (Mitgliedsnummer 2.727.895). Von 1933 bis 1935 war er Schrift- und Geschäftsführer der Deutschen allgemeinen ärztlichen Gesellschaft für Psychotherapie. Des Weiteren war er Sekretär der Internationalen Ärztlichen Gesellschaft für Psychotherapie. Er arbeitete beim Deutschen Institut für psychologische Forschung und Psychotherapie von Matthias Heinrich Göring mit.